# Grafito de Alexámenos
El grafito de Alexámenos (conocido también como grafito del Palatino) es un grafiti en griego encontrado en un muro en el monte Palatino, en Roma. Se lo considera la primera representación pictórica conocida de la crucifixión de Jesús. Se conserva en el Museo Antiquarium Forense o Antiquarium Palatino de Roma.

## Contenido

Delineado del dibujo

La imagen representa a un hombre crucificado con cabeza de burro. A la izquierda hay otro hombre que levanta una mano.
Bajo la cruz hay una leyenda escrita en griego. Αλεξαμενοϲ ϲεβετε θεον (Alexámenos sébete theón). En griego estándar ϲεβετε es el imperativo plural del verbo «adorar», lo que daría como traducción «Alexámenos. ¡Adorad a dios!». Sin embargo, dado que Alexámenos está en nominativo y no en vocativo y que la escritura griega coloquial solía conllevar numerosas inconsistencias vocálicas, la mayoría de los estudiosos están de acuerdo en que ϲεβετε es una variante de σέβεται, lo que daría la traducción «Alexámenos adora a [su] dios». Varias otras fuentes sugieren que el significado pretendido de la frase se traduciría mejor como «Alexámenos adorando a su dios» u otras variantes similares.

## Fecha
Inicialmente, el consenso general señaló que el grafito se remonta a algún año en el siglo III. Sin embargo, considerando la época de adquisición de la vivienda para el palacio imperial y su posterior conversión en Paedagogium, se sugirió como fecha aproximada el año 85-95, bajo el emperador Domiciano, ya que posteriormente la casa habría permanecido sellada.

## Descubrimiento y ubicación
El grafito fue descubierto en 1857, cuando el edificio denominado domus Gelotiana fue desenterrado en el monte Palatino. El emperador Calígula había adquirido la vivienda para el palacio imperial, que después de la muerte del emperador se convirtió en un Paedagogium o internado para los pajes imperiales. Luego, la calle donde se ubicaba la casa fue separada con un muro para dar soporte a las extensiones del edificio, por lo que permaneció sellada durante siglos hasta su hallazgo.

## Interpretación
La mayoría de los estudiosos concuerdan en que la inscripción es una representación satírica contra los cristianos. La imagen de Jesús con cabeza de burro y su representación en la cruz habrían sido consideradas insultantes por la comunidad cristiana de la época.
La cabeza de asno sugiere la acusación en sorna de onolatría (adoración de un asno), que se dirigía entonces contra los cristianos. Tertuliano, quien escribió a fines del siglo II y principios del III, señala que pesaba sobre cristianos y judíos la acusación de ser adoradores de una deidad con cabeza de asno. También menciona a un apóstata judío que llevaba una caricatura de un cristiano con orejas y pezuñas de asno, titulada Deus Christianorum Onocoetes o El dios de los cristianos engendrado por un asno.
Otras interpretaciones menos probables sugirieron que el grafito representa la adoración de los dioses egipcios Anubis o Set, o que la persona que aparece en el grafito estaría en una ceremonia gnóstica en la que habría una figura con cabeza de caballo.

## Significado
Este grafito del siglo I muestra una concepción visual de una crucifixión romana notablemente compatible con las figuraciones posteriores de la crucifixión de Jesús. La configuración del cuerpo de la víctima contra dos líneas que se cruzan para indicar la cruz introduce los rudimentos de la iconografía posterior de la Crucifixión. Contrariamente a las representaciones contemporáneas en gemas que, de acuerdo con la costumbre romana de desvestir completamente al condenado, muestran a Jesús desnudo en la cruz, el crucificado del Grafito de Alexámenos y su adorador están vestidos con colobio corto, prenda entonces típica de esclavos. Orazio Marucchi, que habla de taparrabos en lugar de colobio, argumenta que la ausencia de desnudez indica que el autor del grafito conocía representaciones semejantes de la crucifixión de Jesús ya entonces veneradas por cristianos.
Contra ello se ha argumentado que la cruz no se utilizó efectivamente en el culto hasta los siglos IV y V. Excepto las gemas, las imágenes cristianas más antiguas conocidas representan a Jesús no crucificado sino como un pastor de ovejas vestido a la usanza griega.
El grafito es coherente con el pensamiento grecorromano de aquella época, que consideraba no solamente despreciable, sino absurda la idea de un "dios crucificado". Ya Pablo de Tarso, probablemente en la Pascua del año 57, escribía: "Nosotros predicamos a un Cristo crucificado, escándalo para los judíos, necedad para los gentiles" (I Corintios 1, 23).

## «Alexamenos fidelis»
En la siguiente sala, en otra inscripción de una mano diferente se lee en latín Alexamenos fidelis, que significa «Alexámenos es fiel» o «Alexámenos el fiel». Esto ha sido interpretado como una respuesta de Alexámenos mismo, o de un tercero, a la burla del grafito antedicho. Pero su veracidad se pone en duda, debido a varios factores de la inscripción, tales como la semejanza con otras menciones del nombre, así siendo como una copia descolorida de ellas, y la fusión del griego y latín (ΑΛΕξΑΜΕΝΟC FIDELIS).